# المجلس التشريعي الانتقالي السوداني
المجلس التشريعي الانتقالي السوداني هو هيئة تشريعية مؤقتة يتم تشكيلها في السودان كجزء من خطة انتقال السودان إلى الديمقراطية لعام 2019. في أعقاب الانقلاب العسكري الذي جرى في أبريل 2019،
تم حل مجلسي الهيئة التشريعية السودانية وتشكيل مجلس عسكري انتقالي. في يوليو 2019، وافق المجلس العسكري الانتقالي وائتلاف قوى الحرية والتغيير في منظمات المجتمع المدني على إعلان دستوري للانتقال إلى حكومة منتخبة في عام 2022. وبموجب شروط هذا الاتفاق، سيتم تعيين حكومة انتقالية وتشكيل مجلس تشريعي انتقالي.

## التشكيل الإئتلافي
وفقًا للإعلان الدستوري، يجب إنشاء المجلس التشريعي الانتقالي في غضون ثلاثة أشهر بعد بدء نفاذ الإعلان. حيث سيعين قوى إعلان الحرية والتغيير ثلثي أعضاء المجلس، والثلث الباقي«قوى أخرى».
يجب ألا يزيد عدد أعضاء المجلس عن 300 عضو، منهم 40٪ على الأقل من النساء.
لا يُسمح لأعضاء حزب المؤتمر الوطني بأن يكونوا أعضاء في المجلس.

## شروط الانضمام
من المعايير الأساسية للانضمام:
- أن يكون المواطن(ة) سودانيًا.
- أن لا يقل عمرك عن 21 عامًا.
- أن لا يكون مدانا بجريمة جنائية.
- أن يتمتع بالنزاهة والكفاءة.
- أن يكون قادرًا على القراءة والكتابة.

يعتقد الأكاديمي اللبناني جلبير الأشقر أن مبادرة لا لقهر النساء ساعدت في تأمين حصة ٪40 للنساء.